# Австрійський монетний двір
Монетний двір Австрії (нім. Münze Österreich AG) — австрійська компанія, що відповідає за випуск та карбування австрійських монет євро. Також виготовляє і продає монети для інвесторів, колекціонерів, подарункові монети.
Монетний двір Австрії було створено в 1989 році шляхом перетворення Австрійського монетного двору на акціонерне товариство з обмеженою відповідальністю та його подальшого продажу Австрійському національному банку. Історія компанії та її попередників сягає XII століття.
Правове становище Монетного двору Австрії відрізняється від багатьох інших країн, де право карбувати монети належить безпосередньо державі. Так було в Австрії до 31-го грудня 1988 року, коли право карбувати монети належало Австрійському центральному монетному двору, попереднику Австрійського монетного двору, який підпорядковувався Федеральному міністерству фінансів.

## Історія
Історія Австрійського монетного двору починається з 1194 року. Вважається, що заснування монетного двору пов'язане з арештом англійського короля Річарда Левове Серце герцогом Леопольдом V Бабенберзьким. За викрадення Річарда Левове Серце Леопольд отримав викуп у вигляді срібла, що приблизно в три рази перевищувало річний дохід англійської корони. Кажуть, що Леопольд використав частину срібла для заснування монетного двору в Відні та викарбував з нього монети.
Перша документальна згадка про Віденський монетний двір із штаб-квартирою на нім. Wollzeile датується 1397 роком. Монетний двір Галль у Галль-ін-Тіроль вперше викарбував талер під назвою «Гульдінер». Перші спроби роликового карбування монет також відбулися в Галль-ін-Тіроль в 1554 році. У 1624 році звільнений єврей Ізраїль Вольф Ауербах і його консорціум отримали право карбувати монети на імператорському монетному дворі у Відні.
Лише в 1650 році у Відні під керівництвом майстра монетного двору Йоганна Конрада Ріхтгаузера Фрайхерра фон Хаоса було запроваджено карбування монет із використанням вальцьового пресу. Гвинтовий прес почали використовувати для виготовлення монет приблизно з 1700 року. Термін Головний монетний двір використовується для монетного двору з 1715 року. У 1752 році монетний двір переїхав на вулицю нім. Himmelpfortgasse. Карбування монет в кільці було введено приблизно в 1830 році. З 1835 року Австрійський монетний двір переїхав до будівлі на площі нім. Heumarkt (Ландштрасе), де також розміщувався Імператорський-королівський гірничий музей, попередник Імператорсько-королівської геологічної служби (сьогодні: Геологічний федеральний інститут). Австрійський монетний двір знаходиться там і досі.
Після Першої світової війни компанія стала єдиним монетним двором новоствореної Республіки Австрія в 1918 році. У 1924 році було введено австрійський шилінг, який був замінений на рейхсмарки з 1938 по 1945 рр. після анексії Австрії. На початку 1989 року Австрійський монетний двір був приватизований і перетворений на «Münze Österreich Aktiengesellschaft» (акціонерне товариство Монетний двір Австрії), яке було продане Австрійському національному банку. Так званий «Scheidemünzengesetz» (Закон про карбування монет), прийнятий австрійським парламентом у листопаді 1988 року, регулював перетворення, але при цьому Монетний двір Австрії продовжував володіти виключним правом карбування розмінних і комерційних монет. Закон передбачає, що Монетний двір Австрії може бути розпущено лише федеральним законом і що продаж Національним банком вимагає схвалення міністра фінансів Австрії.
У 1998 році Австрійський монетний двір придбав Schoeller, як дочірню компанію. У 2002 році євро та центи стали валютою Європейського валютного союзу і замінили шилінг та грош в Австрії.

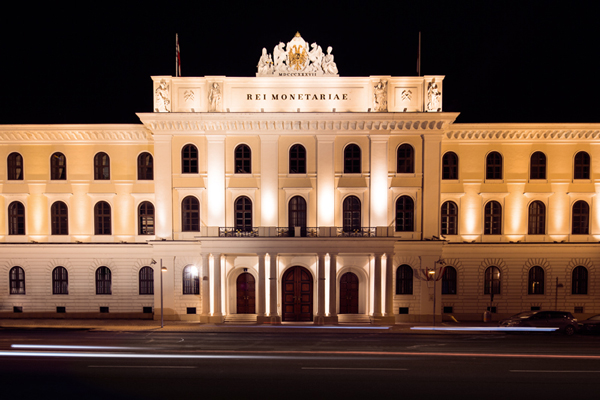
Головна будівля вночі
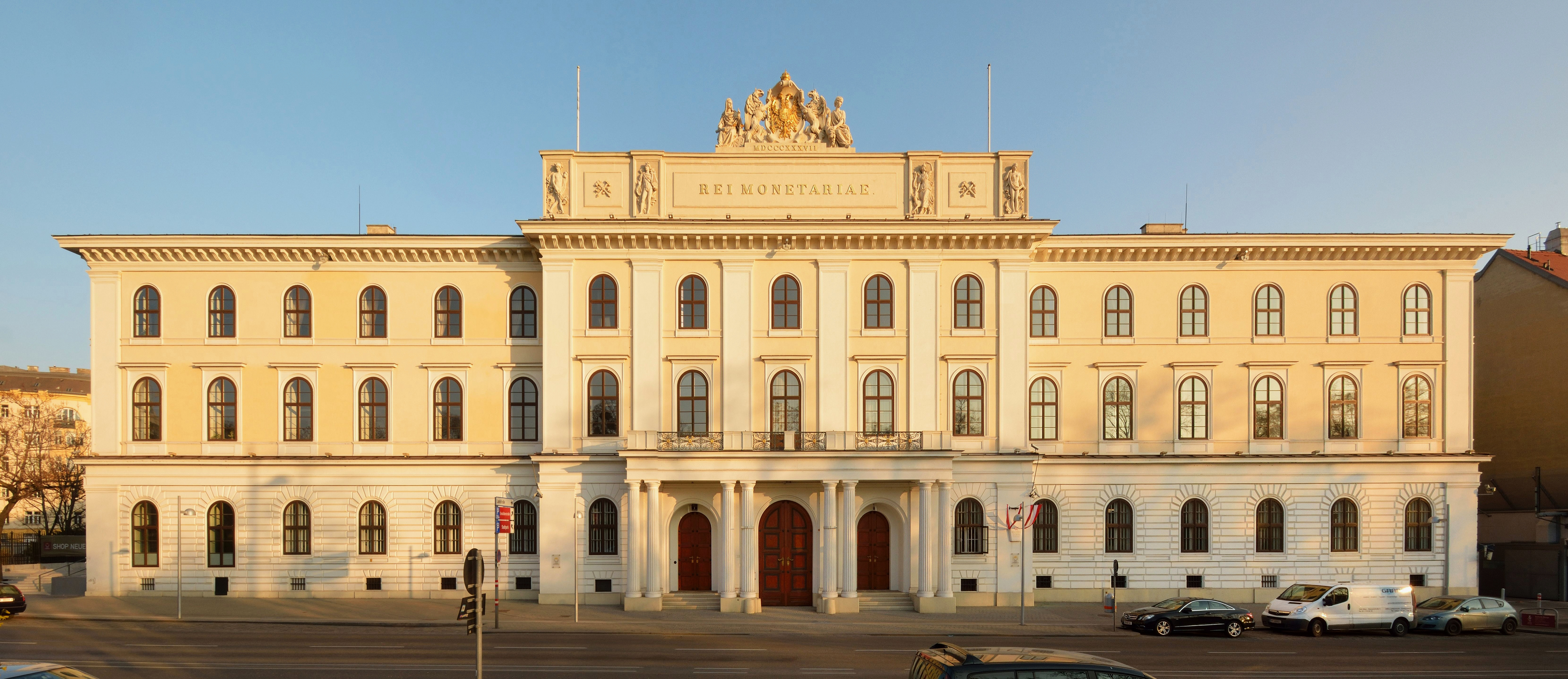
Головна будівля Австрійського монетного двору на площі Heumarkt у ВІдні, Ландштрассе
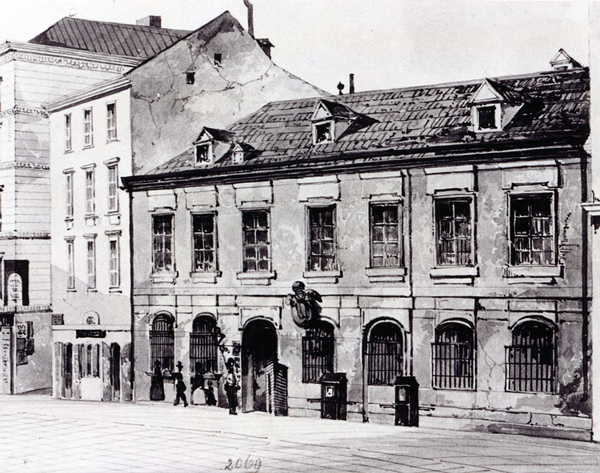
Монетний двір на Wollzeile у Відні
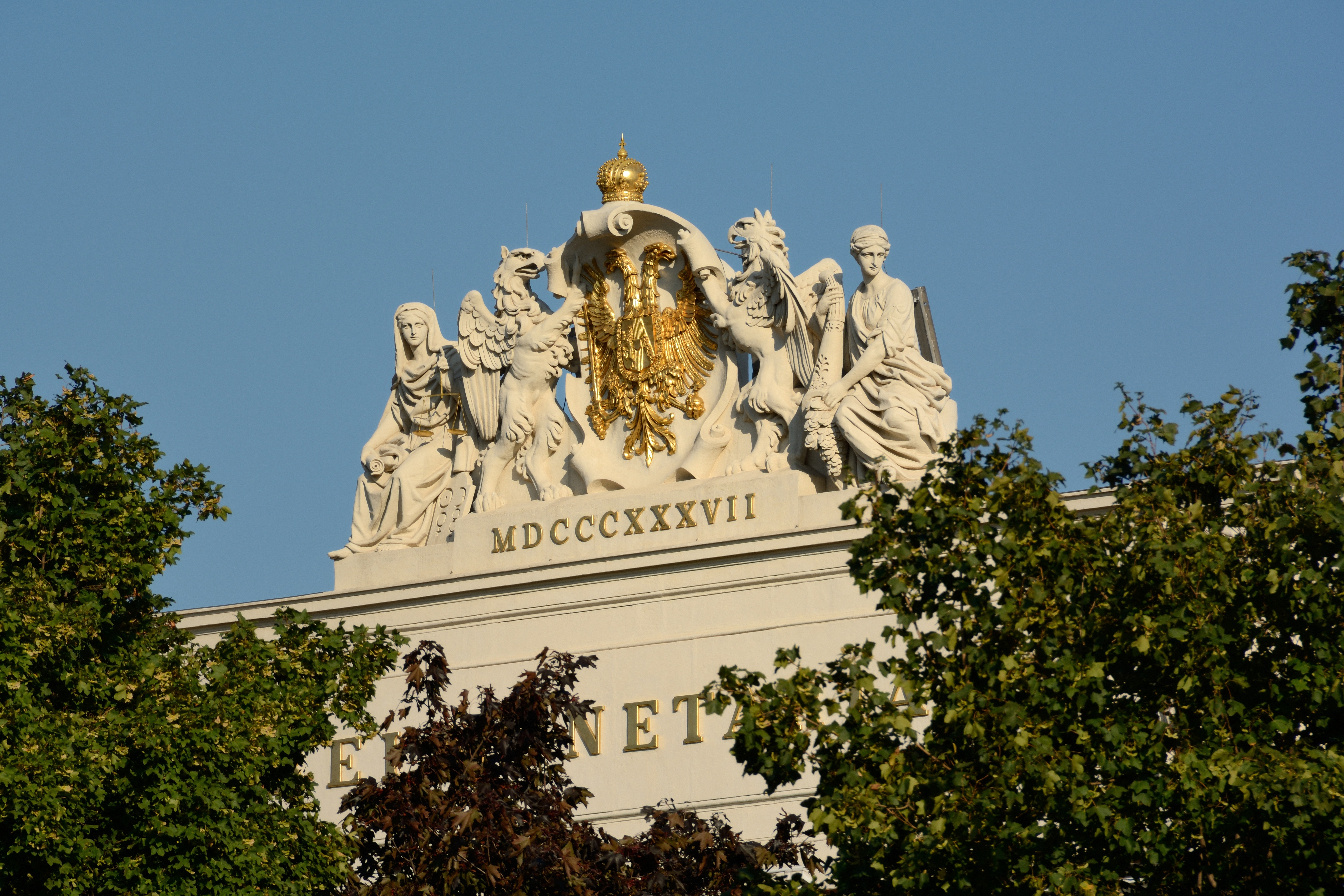
Головна будівля Австрійського монетного двору, деталь фасаду

## Корпоративна структура
Монетний двір Австрії є дочірньою компанією, що повністю належить Австрійському національному банку. Адміністрація та карбування розташовані за адресою Heumarkt 1 у Відні. Всього на підприємстві працює 192 працівники. У 2022 році було повідомлено про продажі близько 3,7 мільярда євро та прибуток близько 97,5 мільйонів євро.